# Thất công chúa (Phim truyền hình TVB)
Thất công chúa (tiếng Trung:七公主, tiếng Anh: Battle Of The Seven Sisters) là phim hài tình cảm đô thị hiện đại được chế tác bởi Công ty hữu hạn quảng bá truyền hình Hong Kong. Diễn viên chính Huỳnh Thúy Như, Lâm Hạ Vy, Cao Hải Ninh, diễn viên phụ Giang Gia Mẫn, Trần Oánh, Quảng Khiết Doanh, Lưu Bội Nguyệt, Trần Hiểu Hoa, Lục Vĩnh,  Trịnh Tử Thành, Từ Vinh, Đinh Tử Lãng và Ngô Tử Xung. Giám chế Trần Duy Quán.
Phim này là 1 trong 14 bộ phim của Tuần lễ chương trình TVB 2021 và 1 trong các bộ phim trong Triển lãm phim Quốc tế Hong Kong năm 2021.
Phim này kể về câu chuyện của bảy cô gái ở những độ tuổi khác nhau, một nhóm gặp nhau kết bạn, thậm chí ghét nhau. Từ trong quá trình học tập lẫn nhau mà nhận thức, giải quyết vấn đề của mình. Phát sóng đồng bộ với Đài Loan trên LiTV.

## Đại cương câu chuyện
Đại gia ngầm Cố Bách Phương qua đời để lại di nguyện cho bảy cô con gái cùng cha khác mẹ, cô con gái lớn Cố Linh San (Huỳnh Thúy Như đóng) sự nghiệp thành công nhưng đời sống tình cảm lận đận, có tình yêu không suôn sẻ với người đàn ông thành đạt đã kết hôn Diệp Tử Lễ (Trần Sơn Thông đóng), và bị em gái ruột Cố Thanh Đồng (Cao Hải Ninh đóng) ghẻ lạnh.
Thanh Đồng nửa đời lận đận, mãi đến khi gặp được bậc thầy vẽ truyện tranh Mã Kỳ Tuấn (Lục Vĩnh đóng), cuộc sống có thay đổi mới. Linh San và cô em gái thứ ba cùng cha khác mẹ Cố Ngữ Yên (Lâm Hạ Vy đóng) ghét nhau, Ngữ Yên đối với người chồng đã mất không thể quên, vướng vào mối quan hệ với người bạn Thẩm Chiêu Nhiên (Trịnh Tử Thành đóng) và nghệ thuật gia Vương Nam (Từ Vinh đóng). Em gái thứ tư Cố Song Nhi (Giang Gia Mẫn đóng) có lối sống hai mặt suýt gây ra tai họa lớn, em gái thứ năm Triệu Quân Nguyệt (Trần Oánh đóng) vì bất hạnh mà mẹ ruột gánh chịu mà đi tìm chị em họ Cố báo thù, cô gái thứ sáu Phương Sở Du (Quảng Khiết Doanh đóng) do không thể khắc phục những khuyết điểm trong tính cách của mình mà tự buông thả bản thân khiến cho cuộc đời ngày càng xuống dốc.
Chị em họ phát hiện rằng cha mình còn một cô con gái thứ bảy. Bảy chị em - bảy con người tưởng chừng như xa lạ cùng bước đi trên hành trình thực hiện di nguyện cuối cùng của cha, cũng là hành trình tìm lại giá trị của chính bản thân mình...

## Diễn viên

### Nhà họ Cố
| Diễn viên      | Vai diễn       | Biệt danh/ Mối quan hệ |
| Lưu Đan        | Cố Bách Phương | Đại gia ngầm, bản tính phong lưu Chồng của Cung Lệ, đã li dị khoảng 10 năm trước Cha của Cố Linh San, Cố Thanh Đồng, Cố Ngữ Yên, Cố Song Nhi, Triệu Quân Nguyệt, Tống Doãn Cơ Cha vợ của Thôi Minh Hiên Thích tiểu thuyết Kim Dung Có bệnh Ung thư phổi, ủy thác Tư Đồ Bắc giải quyết hậu sự và công việc phân chia di sản Qua đời vào tập 1 |
| Mã Hải Luân    | Cung Lệ        | Đại luật sư Cung, Shirley Đại luật sư về hưu Vợ cũ của Cố Bách Phương, li dị khoảng 10 năm trước. Mẹ của Cố Linh San, Cố Thanh Đồng, Cố Song Nhi. Có bệnh Alzheimer, sống trong viện dưỡng lão. Cố Linh San phát hiện ra bí mật trong quá khứ bà từng có quan hệ tình cảm với Trình Tiêu. Khi Cố Thanh Đồng và Cố Song Nhi đến thăm bà sau khi Cố Song Nhi ra tù, bà trở nên loạn trí. (Tập 19) Trong tập 26, khi ba chị em Cố Linh San, Cố Thanh Đồng, Cố Song Nhi đến thăm, bà đã nhận ra cả 3 Xuất hiện ở tập 2. |
| Huỳnh Thúy Như | Cố Linh San    | Alison, cô Cố, đại công chúa Đại luật sư Nữ cường nhân Con gái lớn của Cố Bách Phương, Cung Lệ Chị của Cố Thanh Đồng, Cố Song Nhi, có mối quan hệ xa cách với Thanh Đồng Chị cùng cha khác mẹ của Cố Ngữ Yên, Cố Quân Nguyệt, bất hòa với Ngữ Yên Đồ đệ của Trình Tiêu Tình phụ của Diệp Tử Lễ Từng tát Cố Thanh Đồng, Cố Song Nhi Tên bắt nguồn từ Nhạc Linh San (Tiếu ngạo giang hồ) Xem thêm Phòng luật sư Alfred Ching                                                                                          |
| Lâm Hạ Vy      | Cố Ngữ Yên     | Grace, nhị công chúa Quản lý chi nhánh cửa hàng công tác cộng hưởng We Zone Con gái thứ hai của Cố Bách Phương Em gái thứ hai cùng cha khác mẹ của Cố Linh San, hai người bất hòa Chị thứ hai cùng cha khác mẹ của Cố Thanh Đồng, Cố Song Nhi, Cố Quân Nguyệt Vợ của Thôi Minh Hiên, người này đã qua đời Bạn của Thẩm Chiêu Nhiên, có tuyến tình cảm với người này Có tuyến tình cảm với Vương Nam Tên bắt nguồn từ Vương Ngữ Yên (Thiên long bát bộ) Xem thêm Không gian cộng hưởng We Zone                       |
| Cao Hải Ninh   | Cố Thanh Đồng  | Ching, tam công chúa Tài xế Uber/ Tác giả tiểu thuyết giật gân nghiệp dư Con gái thứ của Cố Bách Phương, Cung Lệ Em gái thứ ba của Cố Linh San, ghẻ lạnh người này Em thứ ba cùng cha khác mẹ của Cố Ngữ Yên Chị thứ ba của Cố Song Nhi Chị cùng cha khác mẹ của Cố Quân Nguyệt Có tuyến tình cảm với Mã Kỳ Tuấn Tên bắt bắt nguồn từ Hoắc Thanh Đồng (Thư kiếm ân cừu lục) |
| Giang Gia Mẫn  | Cố Song Nhi    | Hailey, tứ công chúa Giáo viên Piano/ Đồ lừa đảo Con gái của Cố Bách Phương, Cung Lệ Em gái thứ tư của Cố Linh San, Cố Thanh Đồng Em gái cùng cha khác mẹ của Cố Ngữ Yên Chị gái cùng cha khác mẹ của Cố Quân Nguyệt Có lối sống hai mặt, thường lừa Tống Doãn Cơ Tên bắt nguồn từ Song Nhi (Lộc Đỉnh ký) |
| Trần Oánh      | Cố Quân Nguyệt | Moon, ngũ công chúa Nhân viên tiệm tiện lợi Con gái của Cố Bách Phương, lưu lạc bên ngoài Em gái cùng cha khác mẹ của Cố Linh San, Cố Ngữ Yên, Cố Thanh Đồng, Cố Song Nhi Vì bất hạnh mà mẹ ruột gánh chịu mà đi tìm chị em họ Cố báo thù Bạn tốt của Phương Sở Du |

### Nhà họ Mã
| Diễn viên      | Vai diễn    | Biệt danh/ Mối quan hệ |
| Phàn Diệc Mẫn  | Mã Huệ Mai  | Chị của Mã Kỳ Tuấn. Chủ quán hamburger Four Flowers, rất yêu thương em trai và sẵn sàng bỏ tiền để em trai thực hiện giấc mơ xuất bản truyện tranh. |
| Tăng Tuệ Vân   | Mã Huệ Lan  | Chị của Mã Kỳ Tuấn. Chủ quán hamburger Four Flowers, rất yêu thương em trai và sẵn sàng bỏ tiền để em trai thực hiện giấc mơ xuất bản truyện tranh. |
| Tô Lệ Minh     | Mã Huệ Cúc  | Chị của Mã Kỳ Tuấn. Chủ quán hamburger Four Flowers, rất yêu thương em trai và sẵn sàng bỏ tiền để em trai thực hiện giấc mơ xuất bản truyện tranh. |
| Diệp Khải Nhân | Mã Huệ Trúc | Chị của Mã Kỳ Tuấn. Chủ quán hamburger Four Flowers, rất yêu thương em trai và sẵn sàng bỏ tiền để em trai thực hiện giấc mơ xuất bản truyện tranh. |
| Lục Vĩnh       | Mã Kỳ Tuấn  | Bậc thầy vẽ truyện tranh Em trai của Mai, Lan, Cúc, Trúc Có tuyến tình cảm với Cố Thanh Đồng Tên ám chỉ Miyazaki Hayao                              |

### Phòng luật sư Alfred Ching
| Diễn viên         | Vai diễn      | Biệt danh/ Mối quan hệ                                                        |
| Đỗ Yến Ca         | Trình Tiêu    | Alfed Đại luật sư Sư phụ của Cố Linh San                                      |
| Huỳnh Thúy Như    | Cố Linh San   | Alison Đại luật sư Đồ đệ của Trình Tiêu Sư phụ của Lý Lãng Xem thêm Nhà họ Cố |
| Thiệu Trác Nghiêu | Đàm Kiện Thái | Paul Luật sư sự vụ                                                            |
| Lý Hào            | Lý Lãng       | Roy Luật sư tập sự Đồ đệ của Cố Linh San                                      |

### Không gian cộng hưởng We Zone
| Diễn viên       | Vai diễn         | Biệt danh/ Mối quan hệ |
| Trịnh Tử Thành  | Thẩm Chiêu Nhiên | Philip Phó tổng tài Không gian cộng hưởng Hong Kong                                                                                       |
| Lâm Hạ Vy       | Cố Ngữ Yên       | Grace Quản lý chí nhánh cửa hàng công tác cộng hưởng We Zone Từ chức để thử sức với việc kinh doanh Đongu Bar (Tập 24) Xem thêm Nhà họ Cố |
| Đinh Tử Lãng    | Tống Doãn Cơ     | Nhân viên khai phá trình thức sử dụng điện thoại thông ming Không gian cộng hưởng Hoa kiều Hàn Quốc Tên ám chỉ Song Joong-ki              |
| Huỳnh Bích Liên | Dương Gia Lợi    | Nhân viên |
| Đàm Vĩnh Hạo    | Tào Chính Chi    | Nhân viên |
| Âu Minh Diệu    | Lý Tuệ Thanh     | Nhân viên |
| Bành Tường Linh | Âu Thiện Na      | Hazel Nhân viên |

### Động Kiếm Xả
| Diễn viên         | Vai diễn         | Biệt danh/ Mối quan hệ                                                          |
| Trịnh Tử Thành    | Thẩm Chiêu Nhiên | Philip Huấn luyện viên Đấu kiếm Bạn của Cố Ngữ Yên, có tuyến tình cảm với cô ấy |
| Quảng Khiết Doanh | Phương Sở Du     | Jasmine Thành viên Động Kiếm Xả Xem thêm Nhà họ Phương, Tầng luật sư            |
| Lý Quân Nghiên    | Diêu Thiên Quân  | Cao thủ đấu kiếm Thành viên Động Kiếm Xả                                        |
| Ngô Tử Xung       | Trương Văn Hào   |                                                                                 |
| Đinh Lạc Tư       |                  | Thành viên Động Kiếm Xả                                                         |
| Lương Bách Xuyên  |                  | Thành viên Động Kiếm Xả                                                         |
| Trần Nặc Trung    |                  | Thành viên Động Kiếm Xả                                                         |
| Trần Tiển Hạo     |                  | Thành viên Động Kiếm Xả                                                         |
| Lý Gia Tấn        |                  | Thành viên Động Kiếm Xả                                                         |

### Diễn viên khác
| Diễn viên         | Vai diễn       | Biệt danh/ Mối quan hệ                                                                                                |
| Lưu Bội Nguyệt    | Trác Mỹ Nhã    | Maya Người mẫu đang nổi ở Hàn Quốc Em gái của Cố Song Nhi Bạn gái của Tạ Đông Mẫn Đối tượng yêu thầm của Tống Doãn Cơ |
| Trần Hiểu Hoa     | Hồ Ánh Tuyết   | Charlie Thư ký Dính líu đến vụ kiện cưỡng hiếp mà Linh San làm quan kiểm khống                                        |
| Quảng Khiết Doanh | Phương Sở Du   | Jasmine Luật sư sự vụ/ Thành viên Động Kiếm Xả Đồ đệ của Tư Đồ Bắc Chung tình với đấu kiếm Xem thêm Động Kiếm Xả      |
| Từ Vinh           | Thôi Minh Hiên | Chồng đã mất của Cố Ngữ Yên                                                                                           |
| Từ Vinh           | Vương Nam      | Nghệ thuật gia hành vi Có vẻ bề ngoài giống người chồng đã mất của Cố Ngữ Yên Có tuyến tình cảm với Cố Ngữ Yên        |
| Trần Sơn Thông    | Diệp Tử Lễ     | Đã kết hôn Tình phu của Cố Linh San (Diễn xuất đặc biệt)                                                              |
| Cung Gia Hân      | Kim Thiên Tân  | Vợ của Diệp Tử Lễ Tình địch của Cố Linh San (Diễn xuất đặc biệt)                                                      |
| Tạ Đông Mẫn       |                | Công tử nhà giàu Bạn trai của Trác Mỹ Nhã                                                                             |
| Huỳnh Trí Hiền    | Luật sư Phạm   | Luật sư được Cố Linh San nhờ biện hộ cho Cố Thanh Đồng (Tập 3)                                                        |
| Đới Diệu Minh     | Ngô Phi Long   | Bạn trai của Hạ Ngọc Phụng Bạn cũ của Cố Thanh Đồng Xuất hiện ở tập 2                                                 |
| Đàm Gia Nghi      | Hạ Ngọc Phụng  | Bạn gái của Ngô Phi Long Xuất hiện ở tập 2                                                                            |
| Vệ Chí Hào        | Don            | Ông chủ tiệm sửa xe Bạn của Cố Thanh Đồng (Tập 1-2)                                                                   |
| Hàn Mã Lợi        | Mạch Kiều      | Mạch quan Thẩm phán Sư phụ của Khưu Trác Hiền Làm thẩm phán trong vụ kiện của Tống Doãn Cơ (Tập 24-26)                |

## Nhạc phim
| STT | Nhan đề                                         | Phổ lời          | Phổ nhạc        | Hát          | Thời lượng |
| --- | ----------------------------------------------- | ---------------- | --------------- | ------------ | ---------- |
| 1.  | "Anh, em và cô ấy" (Nhạc chủ đề)                | Trương Mỹ Hiền   | Từ Lạc Thương   | Đàm Gia Nghi |            |
| 2.  | "Làm thế nào để từ bỏ tình yêu" (Nhạc kết thúc) | Tăng Thúy Như    | Tăng Thúy Như   | Cốc Á Vi     |            |
| 3.  | "Sailor Moon" (Nhạc đệm)                        | Hướng Tuyết Hoài | Huỳnh Thượng Vĩ | Đàm Gia Nghi |            |
| 4.  | "Can You Hear" (Nhạc đệm)                       | Wayne James      | Quảng Tĩnh Hân  | Đàm Gia Nghi |            |
| 5.  | "Ánh trăng nói hộ lòng tôi" (Nhạc đệm)          | Tôn Nghi         | Ông Thanh Khê   | Cốc Á Vi     |            |
| 6.  | "Tự thủy lưu niên" (Nhạc đệm)                   | Trịnh Quốc Giang | Kitaro          | Ngô Nhược Hi |            |

## Thông tin thêm
- Ngoại trừ cô con gái thứ sáu "Phương Sở Su" (Quảng Khiết Doanh đóng) ra, thì tên của sáu cô con gái còn lại của Cố Bách Phương đều bắt nguồn từ tên nhân vật nữ của tiểu thuyết võ hiệp Kim Dung.
- Đây là tác phẩm tạm biệt TVB của Lý Bích Kỳ và Phùng Diệc Sâm.
- Tiếp nối bộ phim《Câu lạc bộ nữ nhân》 năm 2014, cách nhau 7 năm lại lần nữa ra mắt bộ phim lấy đề tài là "sự trưởng thành của bảy cô gái", Trần Oánh cũng tham gia bộ phim này.
- Đây là lần hợp tác tiếp theo của Huỳnh Thúy Như và Giang Gia Mẫn sau《Anh hùng qua đường》.
- Đây là lần hợp tác tiếp theo của Huỳnh Thúy Như và Lưu Bội Nguyệt sau《Con rối hào môn》.
- Đây là lần hợp tác tiếp theo của Huỳnh Thúy Như và Trịnh Tử Thành sau《Trạng sư đại náo》,《Thông điệp tình yêu》,《Mái ấm gia đình 2》,《Con rối hào môn》,《Ẩm thực thần thám》,《Trò chơi hôn nhân》,《Khoa thế đại》và《Đường tâm phong bạo 3》.
- Đây là lần hợp tác tiếp theo của Huỳnh Thúy Như, Trịnh Tử Thành và Từ Vinh sau《Mái ấm gia đình 2》.
- Đây là lần hợp tác tiếp theo của Lâm Hạ Vy và Cao Hải Ninh sau《Đơn luyến song thành》và《Thiên nhãn》.
- Đây là lần hợp tác tiếp theo của Lâm Hạ Vy và Lưu Bội Nguyệt sau《Mười hai truyền thuyết》,《Nghịch thiên kỳ án》.
- Đây là lần hợp tác tiếp theo của Lâm Hạ Vy và Trịnh Tử Thành sau《Vòng quay hạnh phúc》,《Bản lĩnh đại thiên kim》,《Nghịch chiến đường Tây》và《Nghịch thiên kỳ án》.
- Đây là lần hợp tác tiếp theo của Lâm Hạ Vy và Từ Vinh sau《Thừa thắng truy kích》.
- Đây là lần hợp tác tiếp theo của Lâm Hạ Vy, Quảng Khiết Doanh, Lưu Bội Nguyệt, Lục Vĩnh, Trịnh Tử Thành và Đinh Tử Lãng sau《Nghịch thiên kỳ án》.
- Đây là lần hợp tác tiếp theo của Cao Hải Ninh và Giang Gia Mẫn sau《Người phụ nữ không biết làm nũng》,《Sát thủ》.
- Đây là lần hợp tác tiếp theo của Cao Hải Ninh và Trần Hiểu Hoa sau《Mê võng》.
- Đây là lần hợp tác tiếp theo của Cao Hải Ninh và Trịnh Tử Thành sau《Độc tâm thần thám》,《Sát thủ》.
- Đây là lần hợp tác tiếp theo của Cao Hải Ninh và Từ Vinh sau《BB đến rồi》.
- Đây là lần hợp tác tiếp theo của Cao Hải Ninh và Tạ Đông Mẫn sau《Sát thủ》.
- Đây là lần hợp tác tiếp theo của Cao Hải Ninh, Lục Vĩnh và Đinh Tử Lãng sau《Hôn nhân hợp hỏa nhân》.
- Đây là lần hợp tác tiếp theo của Giang Gia Mẫn và Trần Oánh sau《Khoa thế đại》,《Nữ thần thám》,《Hàng ma đích 2.0》và chương trình RTHK《Gia đình bác sĩ của tôi 2》.
- Đây là lần hợp tác tiếp theo của Giang Gia Mẫn và Quảng Khiết Doanh sau《Nữ thần thám》.
- Đây là lần hợp tác tiếp theo của Giang Gia Mẫn và Lưu Bội Nguyệt sau《Khoa thế đại》,《Hàng ma đích 2.0》và《Đà thương sư tỷ 2021》.
- Đây là lần hợp tác tiếp theo của Giang Gia Mẫn và Trần Hiểu Hoa sau《Thực não tang B》.
- Đây là lần hợp tác tiếp theo của Giang Gia Mẫn và Lục Vĩnh sau《Khoa thế đại》.
- Đây là lần hợp tác tiếp theo của Giang Gia Mẫn và Trịnh Tử Thành sau《Khoa thế đại》,《Huynh đệ》,《Đại tương viên》,《Sát thủ》.
- Đây là lần hợp tác tiếp theo của Giang Gia Mẫn và Từ Vinh sau《Khoa thế đại》,《Nữ thần thám》,《Đại tương viên》,《Hàng ma đích 2.0》.
- Đây là lần hợp tác tiếp theo của Trần Oánh và Lưu Bội Nguyệt sau《Chuyện bốn nàng luật sư》,《Cương thi ân oán truyền kiếp》,《Khoa thế đại》,《Khiêu dược sinh mệnh tuyến》.
- Đây là lần hợp tác tiếp theo của Trần Oánh và Trịnh Tử Thành sau《Trào lưu giáo chủ》,《Khoa thế đại》,《Cuộc chiến nữ quyền》,《Khiêu dựoc sinh mệnh tuyến》,《Đồng nghiệp làm chuyện lớn》.
- Đây là lần hợp tác tiếp theo của Quảng Khiết Doanh và Trịnh Tử Thành sau《Mái ấm gia đình 4》,《Nghịch thiên kỳ án》.
- Đây là lần hợp tác tiếp theo của Lưu Bội Nguyệt và Trịnh Tử Thành sau《Chuyện bốn nàng luật sư》,《Con rối hào môn》,《Khoa thế đại》,《Khiêu dược sinh mệnh tuyến》,《Nghịch thiên kỳ án》.
- Đây là lần hợp tác tiếp theo của Lưu Bội Nguyệt và Đinh Tử Lãng sau《Hội đồng cứu vợ》,《Câu chuyện thời đại số》.
- Khung giờ của phim này vốn được xếp cho phim《Nhà tôi không chuyện khó》do Mã Đức Chung diễn chính, vì sự kiện vận động viên đấu kiếm Hong Kong Trương Gia Lãng đoạt huy chương vàng tại Thế vận hội Mùa hè 2020, nên phim này được xếp lịch phát sóng ngày 9/8 sau Thế vận hội, vì trong phim có yếu tố đấu kiếm của nhân vật "Phương Sở Du" do Quảng Khiết Doanh đóng.

## Chế tác
- Ngày 13/5/2020: Cử hành nghi thức bái thần.[7]
- Chịu ảnh hưởng của Virus Corona mới, TVB quyết định tạm dừng quay phim trong 1 tuần từ ngày 29/7/2020.[8]
- Ngày 13/9/2020: Bộ phim chính thức đóng máy.
- Ngày 8/8/2021: Chế tác đặc biệt《Thất công chúa Thúc đẩy．Thân tình》của phim phát sóng 22:15－22:30.